# Aubach (Gelbach)
De Aubach is een riviertje in de Duitse deelstaat Rijnland-Palts en is de voornaamste bovenloop van de Gelbach, een zijrivier van de Lahn.
Het water heeft zijn bron op de Beulstein, een bergtop in het Westerwald nabij het dorp Sainerholz en stroomt zuidwaarts langs Ötzingen, Leuterod, Bannberscheid, Staudt en Eschelbach naar Montabaur. Dicht bij het stadscentrum van Montabaur vloeit het riviertje samen met de Stadtbach waarna ze verder stroomt als de Gelbach. De rivier heeft een lengte van circa 14 kilometer.
Bij Staudt monden de Krümmelbach en de Genschbach uit in de Aubach en bij Montabaur de Reuschbach.